# ロンドン1966-1967
『ロンドン1966-1967』（London 1966/1967）は、ピンク・フロイドの演奏を記録した音楽映像作品およびEPであり、2曲の「失われた」楽曲（「Interstellar Overdrive」の拡張バージョンと未発表曲「Nick's Boogie」）が収録されている。これらの楽曲はもともと1967年にピーター・ホワイトヘッド監督の映画『愛と幻想の一夜 (Tonite Let's All Make Love)』のためロンドンで録音され、前者のみが編集された形でサウンドトラック・アルバムに収録された。シー・フォー・マイルズ・レコードによる再発サウンドトラック・アルバム『Tonite Let's All Make Love In London ... Plus』で完全版がリリースされ、2015年に限定リリースされることとなる『1965: Their First Recordings』以前では商業的に入手可能な最も初期のピンク・フロイドのレコーディングであった。
EPはもともと1995年に発表され、その後、2005年9月13日にスナッパー・ミュージック (SMACD924X、2005年) によって、映画全体とオリジナル映画からの抜粋を収録したDVDおよびリマスターCDとして再発された。その音楽は、ジャズの影響を受けた即興演奏をサイケデリックな楽曲に組み込んだ、フュージョンというジャンルの初期の例と考えられている。

## DVD収録内容
- 『ロンドン1966-1967』、「Interstellar Overdrive」と「Nick's Boogie」のフルレングス・ビデオを収録したオリジナル映画。
- 1960年代に撮られたミック・ジャガー、デイヴィッド・ホックニー、マイケル・ケイン、ジュリー・クリスティへのインタビュー映像。
- 1960年代後半のロンドン・シーンを捉えた映像。
- ピーター・ホワイトヘッド監督による概要の解説。

## 収録曲
1. 星空のドライヴ - "Interstellar Overdrive" (Syd Barrett, Nick Mason, Roger Waters, Richard Wright) – 16:46
2. ニックのブギー - "Nick's Boogie" (Mason) – 11:55

## パーソネル
ピンク・フロイド
- シド・バレット (Syd Barrett) – エレクトリック・ギター
- ロジャー・ウォーターズ (Roger Waters) – ベース
- リチャード・ライト (Richard Wright) – ファルフィッサ・オルガン
- ニック・メイスン (Nick Mason) – ドラム、パーカッション

制作
- ジョー・ボイド (Joe Boyd) – プロデューサー
- ジョン・ウッド (John Wood) – エンジニア

## 売上認証
| 国/地域                    | 認定     | 認定/売上数 |
| -------------------------- | -------- | ----------- |
| カナダ (Music Canada)      | Platinum | 10,000^     |
| ^ 認定のみに基づく出荷枚数 |          |             |